# Cyperus ephemerus
Cyperus ephemerus är en halvgräsart som beskrevs av Ilkka Toivo Kalervo Kukkonen och Väre. Cyperus ephemerus ingår i släktet papyrusar, och familjen halvgräs.
Artens utbredningsområde är Iran. Inga underarter finns listade i Catalogue of Life.